# Sozialgericht Lüneburg

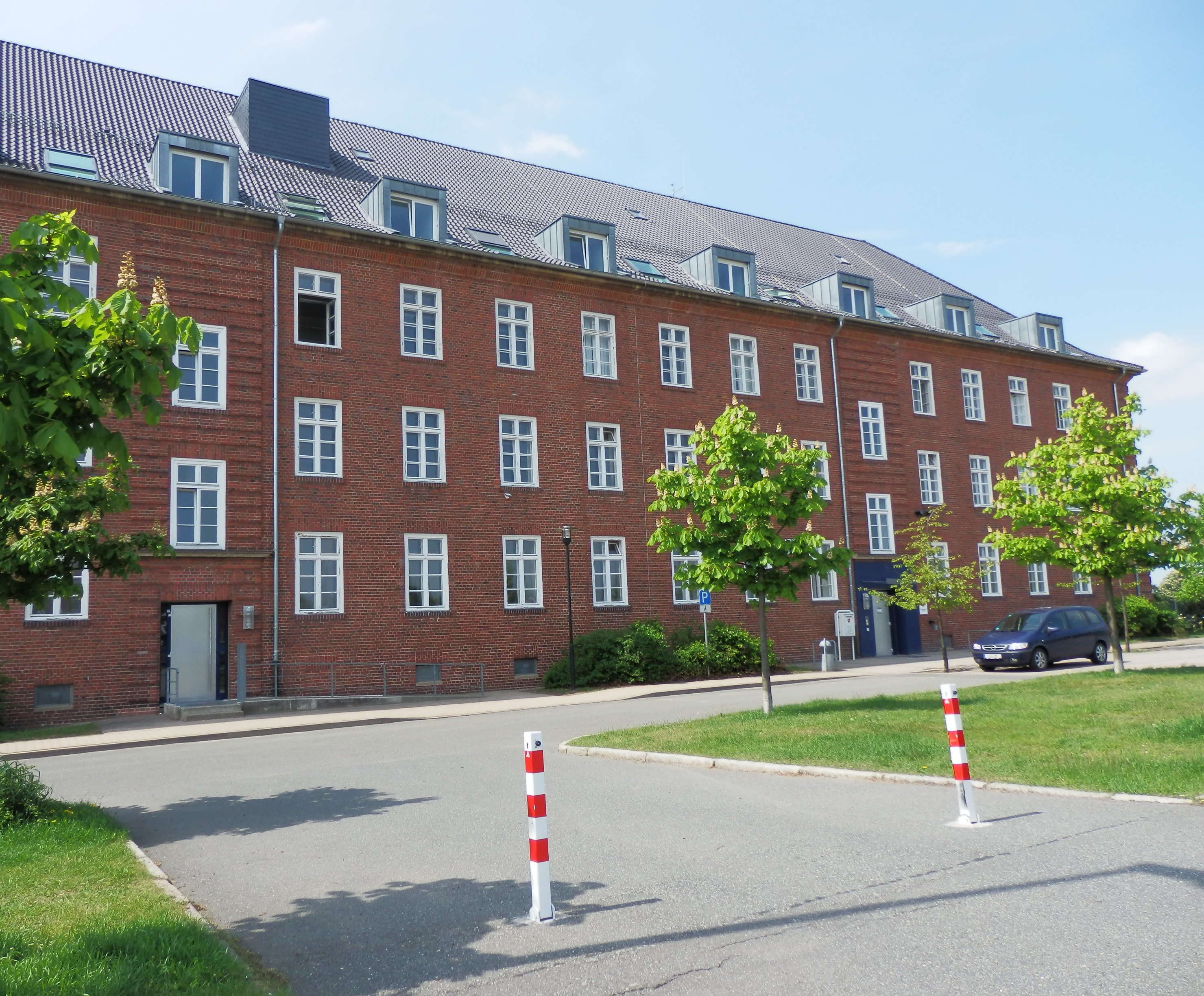
Gemeinsames Gebäude des Sozialgerichts und Verwaltungsgerichts Lüneburg

Das Sozialgericht Lüneburg ist ein Gericht der Sozialgerichtsbarkeit. Es ist eines von acht Sozialgerichten des Landes Niedersachsen. Behördenleiter ist Direktor am Sozialgericht Mike Witt.

## Gerichtssitz und -bezirk
Das Gericht hat seinen Sitz in der Hansestadt Lüneburg.
Der Gerichtsbezirk umfasst das Gebiet der Landkreise Celle, Harburg, Heidekreis, Lüchow-Dannenberg, Lüneburg und Uelzen.

## Gerichtsgebäude

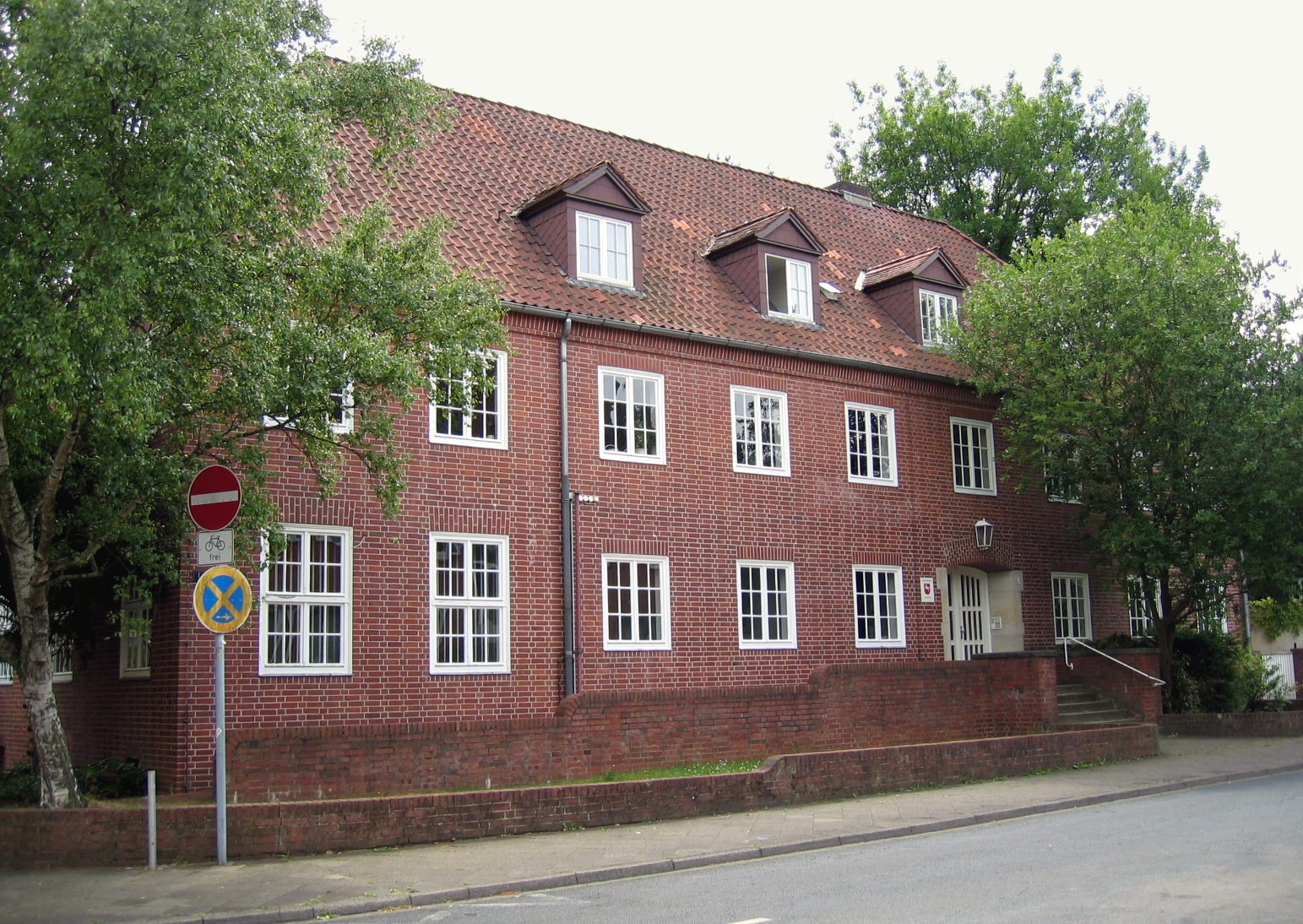
Ehemaliges Gerichtsgebäude

Das Gericht war in der Vergangenheit in einem Gebäude in der Lessingstraße untergebracht. Seit dem 15. November 2010 ist das Gericht im Behördenzentrum Adolph-Kolping-Straße ansässig, in dem sich auch das Verwaltungsgericht Lüneburg befindet.

## Übergeordnete Gerichte
Dem Sozialgericht Lüneburg ist das Landessozialgericht Niedersachsen-Bremen mit Sitz in Celle übergeordnet. Dieses ist dem Bundessozialgericht in Kassel untergeordnet.